# 泰平橋
泰平橋（たいへいばし）は、新潟県新潟市の阿賀野川に架かる新潟県道3号新潟新発田村上線の道路橋梁。西詰側は東区一日市（ひといち）、東詰側は北区新崎に位置する。

## 概要
橋長932 m、幅員7.5 mを有する14径間下路曲弦プラットトラス橋。上流側に幅員2.5 m、3(2)径間連続鋼床版箱桁の歩道橋が併設されている。
阿賀野川の下流から4番目に架かる橋梁で、下流側には国道7号（新新バイパス）の阿賀野川大橋が、上流側には白新線の阿賀野川橋梁と日本海東北自動車道の阿賀のかけはしが、さらに上流側には新潟県道46号新潟中央環状線の大阿賀橋が架橋されている。

## 歴史
泰平橋は1885年（明治18年）12月、木橋として架橋された。阿賀北地域の交通は、泰平橋が開通するまでは専ら渡船や「河川蒸気」と呼ばれる蒸気船による乗合汽船などといった水運のみによって担われており、また架橋後も狭隘な木橋であったことから大半の物流は水運に依存していた。
1923年、国道10号（のちの国道7号）の新潟市沼垂（現中央区）から北蒲原郡新発田町（現新発田市）にかけての区間の改良工事の一環として、2代目の木橋が架橋された。
だが、木橋では将来的な自動車交通の発展に耐えられないことから永久橋梁として掛け替えられることになり、横河橋梁（現横河ブリッジ）、松尾橋梁（現IHIインフラシステム）、三菱造船（現三菱重工業）、日本鋼管（現JFEエンジニアリング）から成る共同企業体の施工により、1951年に3代目の現橋梁が2代目橋梁より約300m下流に竣工。12月17日に開通式が執り行われた。また東詰側には竣工記念碑が建立され、当時の新潟県知事であった岡田正平の書による「橋名を泰平橋と称するは常に渡橋者の平安を祈願するのみならず、この世の泰平を」と橋名の由来が刻まれた。
その後国道10号は1952年12月4日に国道7号に指定変更され、1977年10月24日に新新バイパスの海老ヶ瀬インターチェンジ - 競馬場インターチェンジ間が開通したのに伴って県に移管し、主要地方道803号新潟新発田村上線（のちに県道3号となる）に指定変更され、さらに2007年4月1日に新潟市が政令指定都市へ移行したのに伴い、現在は新潟市東区・北区の建設課が維持管理を担当している。また1970年代から泰平橋たもとの阿賀野川左岸側の河川敷で建設省（当時）と新潟市によって「新潟市阿賀野川河川公園」の整備が進められ、大規模な公園が形成されている。
新潟市域の阿賀野川両岸を結ぶ一般道路の橋梁は泰平橋のほか、最下流の松浜橋と国道113号のござれや阿賀橋、前述の阿賀野川大橋、大阿賀橋の計5橋梁がある。泰平橋の交通量はこれらの中で2番目だが、車線数が2車線と少なく、道路幅員も若干狭隘で、また橋梁両端部に交通量の多い交差点が連続して設けられていることもあいまって、平日朝と夕方のラッシュ時や休日のデータイムを中心に渋滞や速度低下が慢性的に発生している。